# Beautiful Maladies
Beautiful Maladies, або Beautiful Maladies: The Island Years — компіляція автора-виконавця Тома Вейтса, видана в 1998 році.

## Про альбом
Beautiful Maladies охоплює одинадцятирічну творчість Вейтса періоду Island Records до переходу на ANTI-Records: в першу чергу експериментальну музичну трилогію Swordfishtrombones, Rain Dogs і Franks Wild Years, а також Bone Machine, The Black Rider і концертний Big Time. Крім того на збірці коротко представлений написаний співаком саундтрек до фільму Джима Джармуша Ніч на Землі. Трек-лист Beautiful Maladies Том склав особисто.

## Список композицій
| #   | Назва                               | Перше видання                        | Тривалість |
| --- | ----------------------------------- | ------------------------------------ | ---------- |
| 1.  | «Hang On St. Christophe»            | на альбомі Franks Wild Years (1987)  | 2:44       |
| 2.  | «Temptation»                        | на альбомі Franks Wild Years (1987)  | 3:53       |
| 3.  | «Clap Hands»                        | на альбомі Rain Dogs (1985)          | 3:48       |
| 4.  | «The Black Rider»                   | на альбомі The Black Rider (1993)    | 3:23       |
| 5.  | «Underground»                       | на альбомі Swordfishtrombones (1983) | 1:59       |
| 6.  | «Jockey Full Of Bourbon»            | на альбомі Rain Dogs (1985)          | 2:47       |
| 7.  | «Earth Died Screaming»              | на альбомі Bone Machine (1992)       | 3:38       |
| 8.  | «Innocent When You Dream (78)»      | на альбомі Franks Wild Years (1987)  | 3:09       |
| 9.  | «Straight To The Top»               | на альбомі Franks Wild Years (1987)  | 2:28       |
| 10. | «Frank's Wild Years»                | на альбомі Swordfishtrombones (1983) | 1:52       |
| 11. | «Singapore»                         | на альбомі Rain Dogs (1985)          | 2:45       |
| 12. | «Shore Leave»                       | на альбомі Swordfishtrombones (1983) | 4:18       |
| 13. | «Johnsburg, Illinois»               | на альбомі Swordfishtrombones (1983) | 1:34       |
| 14. | «Way Down In The Hole»              | на альбомі Franks Wild Years (1987)  | 3:30       |
| 15. | «Strange Weather»                   | на альбомі Big Time (1988)           | 3:34       |
| 16. | «Cold Cold Ground»                  | на альбомі Big Time (1988)           | 3:27       |
| 17. | «November»                          | на альбомі The Black Rider (1993)    | 2:55       |
| 18. | «Downtown Train»                    | на альбомі Rain Dogs (1985)          | 3:51       |
| 19. | «16 Shells From A Thirty-Ought Six» | на альбомі Swordfishtrombones (1983) | 4:33       |
| 20. | «Jesus Gonna Be Here»               | на альбомі Bone Machine (1992)       | 3:19       |
| 21. | «Good Old World (Waltz)»            | на саундтреку Night on Earth (1992)  | 3:55       |
| 22. | «I Don't Wanna Grow Up»             | на альбомі Bone Machine (1992)       | 2:32       |
| 23. | «Time»                              | на альбомі Rain Dogs (1985)          | 3:53       |